# Ármos Lóránd
Ármos Lóránd (Nagykároly, 1980. –) magyar író, költő és jogász.

## Élete
Középiskolai tanulmányait szülővárosában végezte, majd 2002-ben a Temesvári Nyugati Tudományegyetem jogi karán szerzett diplomát.
2002-2003 között Kolozsváron élt. Költői bemutatkozására a kolozsvári Bretter György Irodalmi Körön került sor.
2003-ban Budapestre költözött, jelenleg is ott él.
Rózsahús (2005) és Apám a Holdig (2009) című kötetei az Erdélyi Híradó Kiadó gondozásában, A kilternani ősz (2016) című kötete az Erdélyi Híradó Kiadó és a Fiatal Írók Szövetsége közös kiadásában jelentek meg.
Budapesten több éven át ügyvédjelöltként dolgozott. Ötletgazdája és szerzője az Ügyvédjelöltek kézikönyvének, ami a CompLex Wolters Kluwer csoport kiadásában jelent meg.
2016-2018 között az Előtetolt Helyőrség Íróakadémia tagja volt. Milyen kölyköket nevelsz ellenem című, válogatott és új verseket tartalmazó kötete az Íróakadémia kiadásában jelent meg, 2018-ban.
Tagja az Erdélyi Magyar Írók Ligájának, a Fiatal Írók Szövetségének, valamint a Magyar Írószövetségnek.
Írásait magyarországi és határon túli magyar irodalmi lapok közlik. 

## Kötetei
- Rózsahús, Erdélyi Híradó Kiadó, 2005 (Előretolt helyőrség könyvek)
- Ügyvédjelöltek kézikönyve, Complex Jogi Kiadó, Wolters Kluwer Csoport, 2010
- Apám a Holdig, Erdélyi Híradó Kiadó, Ráció Kiadó, 2011 (Előretolt helyőrség könyvek)
- A kilternani ősz; Erdélyi Híradó–FISZ, Kolozsvár–Budapest, 2016 (Hortus conclusus)
- Milyen kölyköket nevelsz ellenem? Válogatott és új versek, 2005–2017; Kárpát-medencei Tehetséggondozó Nonprofit Kft., Bp., 2018

## Díjai
- Méhes György-debütdíj (2005)